# Lost City (ecosistema)

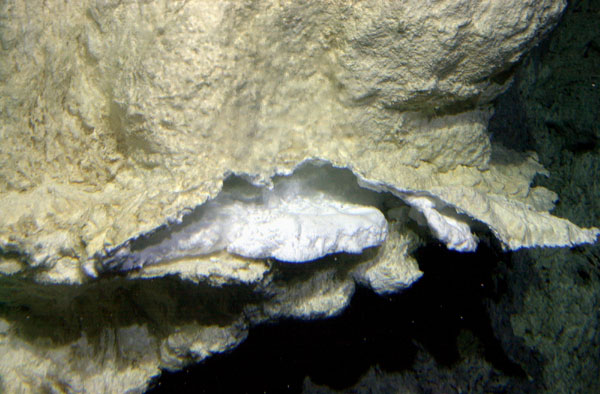
Un camino di carbonato rivela un'apertura verso l'interno bianco della sporgenza.

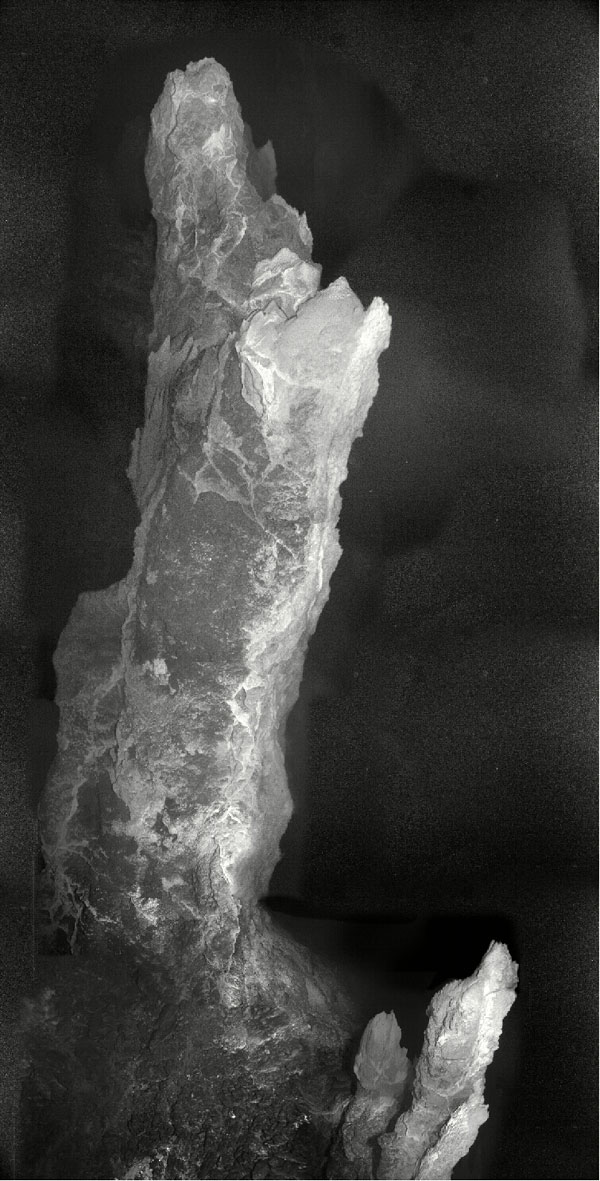
Un camino di carbonato alto più di 30 piedi. La parte superiore mostra evidenze di rottura e ricrescita.

Lost City, in italiano Città Perduta, è una zona ricca di bocche idrotermali nell'Oceano Atlantico che differisce significativamente dalle fumarole nere scoperte negli ultimi anni settanta. Queste bocche sono state scoperte nel dicembre 2000 durante una spedizione nel medio Atlantico della National Science Foundation. Una seconda spedizione del 2003 usò il sommergibile DSV Alvin per l'esplorazione delle bocche. Il dettaglio della chimica e della biologia della Lost City venne poi pubblicato nel marzo 2005.

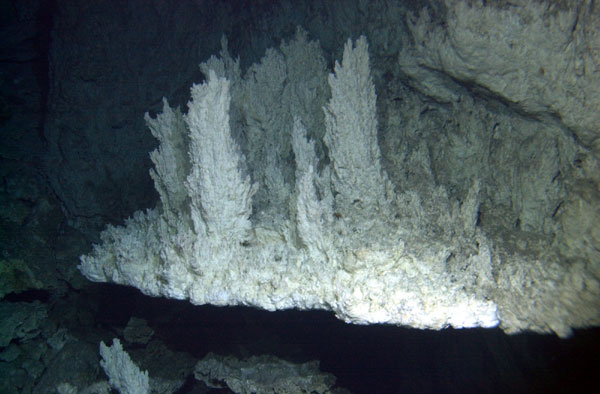
Una sporgenza larga circa 5 piedi sul lato di un camino è sormontata da escrescenze dendritiche che si formano quando un flusso ricco di minerali filtra attraverso la flangia e viene a contatto con l'acqua di mare fredda

Le bocche sono posizionate sulla montagna sottomarina Atlantis Massif, dove le reazioni tra l'acqua marina e il mantello superiore di peridotite producono fluidi ricchi di metano - e idrogeno - altamente alcalini (pH da 9 a 11), con temperature comprese tra i 40 °C e i 90 °C. In questo punto si trova una zona con circa 30 camini di carbonato di calcio, alti dai 30 ai 60 metri, e altri camini più piccoli.
Le bocche della Lost City rilasciano metano e idrogeno nell'acqua circostante; non producono quantità significative di anidride carbonica, idrogeno solforato o metalli, che sono i prodotti principali delle bocche idrotermali dette black smoker. La temperatura e il pH dell'acqua attorno ai due tipi di sfiato è anche significativamente diversa. Campioni di stronzio, carbonio, isotopi di ossigeno e datazioni al radiocarbonio indicano almeno 30.000 anni di attività idrotermale guidata da reazioni di serpentinizzazione, rendendo la Lost City di età superiore alle bocche precedentemente note di almeno due ordini di grandezza. Allo stesso modo la Lost City e le bocche idrotermali sostengono svariate forme di vita.
La Lost City sostiene una varietà di piccoli invertebrati associati alle strutture di carbonato, comprese lumache, bivalvi, policheti, anfipodi e ostracodi. Animali più grandi, tuttavia, come vermi tubo e vongole giganti che sono abbondanti nelle tipiche fumarole nere, sono assenti a Lost City. Una varietà di microrganismi vive dentro, sopra e attorno alle aperture. Archea simili ai Methanosarcinales formano uno spesso biofilm all'interno delle bocche; anche batteri simili ai Firmicutes vivono dentro le aperture. All'esterno Archaea, tra cui l'ANME-1, recentemente scoperto, e batteri, compresi i Proteobacteria, ossidano il metano e lo zolfo come loro fonte primaria di energia.
La Lost City fornisce a geologi, chimici e biologi un ecosistema perfettamente funzionante per lo studio della vita e degli altri processi guidati dalla produzione tramite serpentinizzazione abiotica di metano e idrogeno.
La Lost City è stata descritta anche nel film 3D IMAX della Disney Aliens of the Deep.